# Hixon
Hixon is een civil parish in het bestuurlijke gebied Stafford, in het Engelse graafschap Staffordshire. In 2001 telde het dorp 1713 inwoners. Hixton komt in het Domesday Book (1086) voor als 'Hustedone'.